# AEW World Trios Championship
Die AEW World Trios Championship ist ein Titel der US-amerikanischen Wrestling-Promotion All Elite Wrestling, der an Tag Teams, bestehend aus drei Wrestlern (Trio), vergeben wird. Eingeführt wurde der Titel am 4. September 2022. Wie im Wrestling üblich erfolgt die Vergabe nach einer zuvor bestimmten Storyline. Die Trios Championship existiert nur im Männer-Roster von AEW.

## Eröffnungsturnier

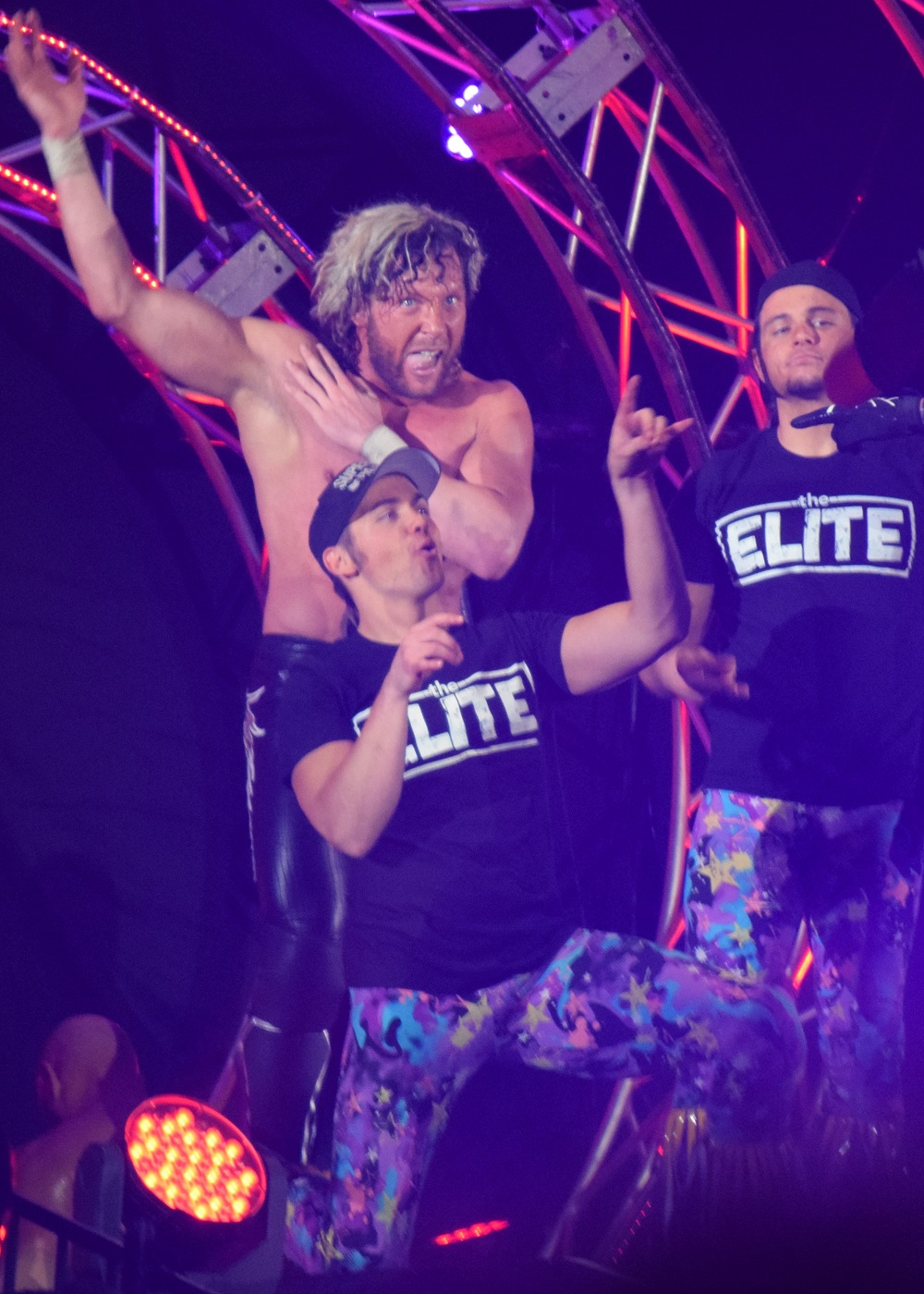
Erste Titelträger: The Elite (Kenny Omega und The Young Bucks)

Um den neu eingeführten Titel wurde ein Turnier ausgetragen, das vom 17. August bis 2. September 2022 bei den TV-Weeklys Dynamite und Rampage sowie am 4. September beim AEW-Pay-per-View All Out (Finale) stattfand. Sieger wurden The Elite, bestehend aus Kenny Omega und The Young Bucks (Nick und Matt Jackson).
| Viertelfinale Dynamite (17. und 24. August 2022) Rampage (19. und 26. August) | Viertelfinale Dynamite (17. und 24. August 2022) Rampage (19. und 26. August) | Viertelfinale Dynamite (17. und 24. August 2022) Rampage (19. und 26. August) |  |              | Halbfinale Dynamite (31. August 2022) Rampage (2. September 2022) | Halbfinale Dynamite (31. August 2022) Rampage (2. September 2022) | Halbfinale Dynamite (31. August 2022) Rampage (2. September 2022) |  |  | Finale All Out (4. September 2022) | Finale All Out (4. September 2022) | Finale All Out (4. September 2022) |
|                                                                               |                                                                               |                                                                               |  |              |                                                                   |                                                                   |                                                                   |  |  |                                    |                                    |                                    |
| 0                                                                             | Death Triangle (Pac, Penta El Zero M, Rey Fénix)                              | 24:51                                                                         |  |              |                                                                   |                                                                   |                                                                   |  |  |                                    |                                    |                                    |
|                                                                               | United Empire (NJPW) (Will Ospreay, Mark Davis, Kyle Fletcher)                | Pin                                                                           |  |              |                                                                   |                                                                   |                                                                   |  |  |                                    |                                    |                                    |
|                                                                               |                                                                               |                                                                               |  |              | United Empire                                                     | 18:59                                                             |                                                                   |  |  |                                    |                                    |                                    |
|                                                                               |                                                                               |                                                                               |  |              |                                                                   | The Elite                                                         | Pin                                                               |  |  |                                    |                                    |                                    |
| 0                                                                             | The Elite (Kenny Omega, The Young Bucks)                                      | Pin                                                                           |  |              |                                                                   |                                                                   |                                                                   |  |  |                                    |                                    |                                    |
|                                                                               | La Facción Ingobernable (Andrade El Idolo, Rush, Dragon Lee)                  | 20:50                                                                         |  |              |                                                                   |                                                                   |                                                                   |  |  |                                    |                                    |                                    |
|                                                                               |                                                                               |                                                                               |  |              |                                                                   | The Elite                                                         | Pin                                                               |  |  |                                    |                                    |                                    |
|                                                                               |                                                                               |                                                                               |  |              | The Dark Order und Adam Page                                      | 19:50                                                             |                                                                   |  |  |                                    |                                    |                                    |
| 0                                                                             | Best Friends Orange Cassidy, Chuck Taylor, Trent                              | Pin                                                                           |  |              |                                                                   |                                                                   |                                                                   |  |  |                                    |                                    |                                    |
|                                                                               | The Trustbusters (Ari Daivari, Parker Boudreaux, Slim J)                      | 10:32                                                                         |  |              |                                                                   |                                                                   |                                                                   |  |  |                                    |                                    |                                    |
|                                                                               |                                                                               |                                                                               |  | Best Friends | 11:10                                                             |                                                                   |                                                                   |  |  |                                    |                                    |                                    |
|                                                                               |                                                                               |                                                                               |  |              |                                                                   | The Dark Order und Adam Page                                      | Pin                                                               |  |  |                                    |                                    |                                    |
| 0                                                                             | The House of Black (Malakai Black, Buddy Matthews, Brody King)                | 9:03                                                                          |  |              |                                                                   |                                                                   |                                                                   |  |  |                                    |                                    |                                    |
| 0                                                                             | The Dark Order (Alex Reynolds, John Silver, Preston Vance)                    | Pin                                                                           |  |              |                                                                   |                                                                   |                                                                   |  |  |                                    |                                    |                                    |
|                                                                               |                                                                               |                                                                               |  |              |                                                                   |                                                                   |                                                                   |  |  |                                    |                                    |                                    |

## Liste der Titelträger
| #  | Titelträger                                                        | Nr. | Tage | Datum             | Ort                        | Veranstaltung                 | Anmerkung |
| -- | ------------------------------------------------------------------ | --- | ---- | ----------------- | -------------------------- | ----------------------------- | --- |
| 01 | Kenny Omega & The Young Bucks (Nick und Matt Jackson) (The Elite)  | 01  | 03   | 4. September 2022 | Hoffman Estates, WV        | All Out                       | Besiegten The Dark Order und Adam Page im Turnierfinale um den neu eingeführten Titel. |
| 0- | Vakant                                                             | -   | -    | 7. September 2022 | -                          | -                             | Nach All Out kam es Backstage zu einer Auseinandersetzung zwischen The Elite und CM Punk, woraufhin The Elite suspendiert und der Titel aberkannt wurde (siehe: Eklat um CM Punk)                                                   |
| 02 | Pac, Penta El Zero M, Rey Fénix (Death Triangle)                   | 01  | 0126 | 7. September 2022 | Buffalo, New York          | Dynamite                      | Besiegten Best Friends (Orange Cassidy, Chuck Taylor, Trent) |
| 03 | Kenny Omega & The Young Bucks (Nick und Matt Jackson) (The Elite)  | 02  | 53   | 11. Januar 2023   | Inglewood, Kalifornien     | Dynamite                      | Besiegten Death Triangle im siebten Match einer Best of Seven Serie. |
| 04 | Malakai Black, Buddy Matthews, Brody King (The House of Black)     | 01  | 175  | 5. März 2023      | San Francisco, Kalifornien | Revolution                    | |
| 05 | Billy Gunn, Anthony Bowens, Max Caster (The Acclaimed & Daddy Ass) | 01  | 238  | 27. August 2023   | London, England            | AEW All In                    | |
| 06 | Jay White, Austin Gunn, Colten Gunn (Bullet Club Gold)             | 01  | 83   | 21. April 2024    | St. Louis, Missouri        | AEW Dynasty                   | Dies war ein Match, in dem sowohl die AEW als auch die RoH-World-Trios-Titel auf dem Spiel standen. Bullet Club Gold kürten sich somit zu den „Unified World Trios Champions“.                                                      |
| –  | Titel vakant                                                       | -   | 7    | 013. Juli 2024    | Calgary, Alberta           | AEW Collision                 | Aufgrund einer Verletzung von Jay White wurden die Trios-Titel für vakant erklärt. Die neuen Champions wurden in einem Trios-Match zwischen The Patriarchy und der Bang Bang Gang (Juice Robinson nahm Whites Platz ein) ermittelt. |
| 07 | Christian Cage, Killswitch, Nick Wayne (The Patriarchy)            | 01  | 36   | 20. Juli 2024     | Arlington, Texas           | AEW Collision                 | |
| 08 | PAC, Claudio Castagnoli, Wheeler Yuta (Death Riders)               | 01  | 234  | 25. August 2024   | London, England            | AEW All In 2024               | Dies war ein London Ladder-Match, an dem sowohl Bullet Club Gold, House of Black und die amtierenden Trios-Champions „The Patriarchy“ teilnahmen.                                                                                   |
| 09 | Samoa Joe, Katsuyori Shibata, Powerhouse Hobbs (The Opps)          | 01  | 088+ | 16. April 2025    | Boston, Massachusetts      | AEW Dynamite Spring BreakThru | |

## Statistiken

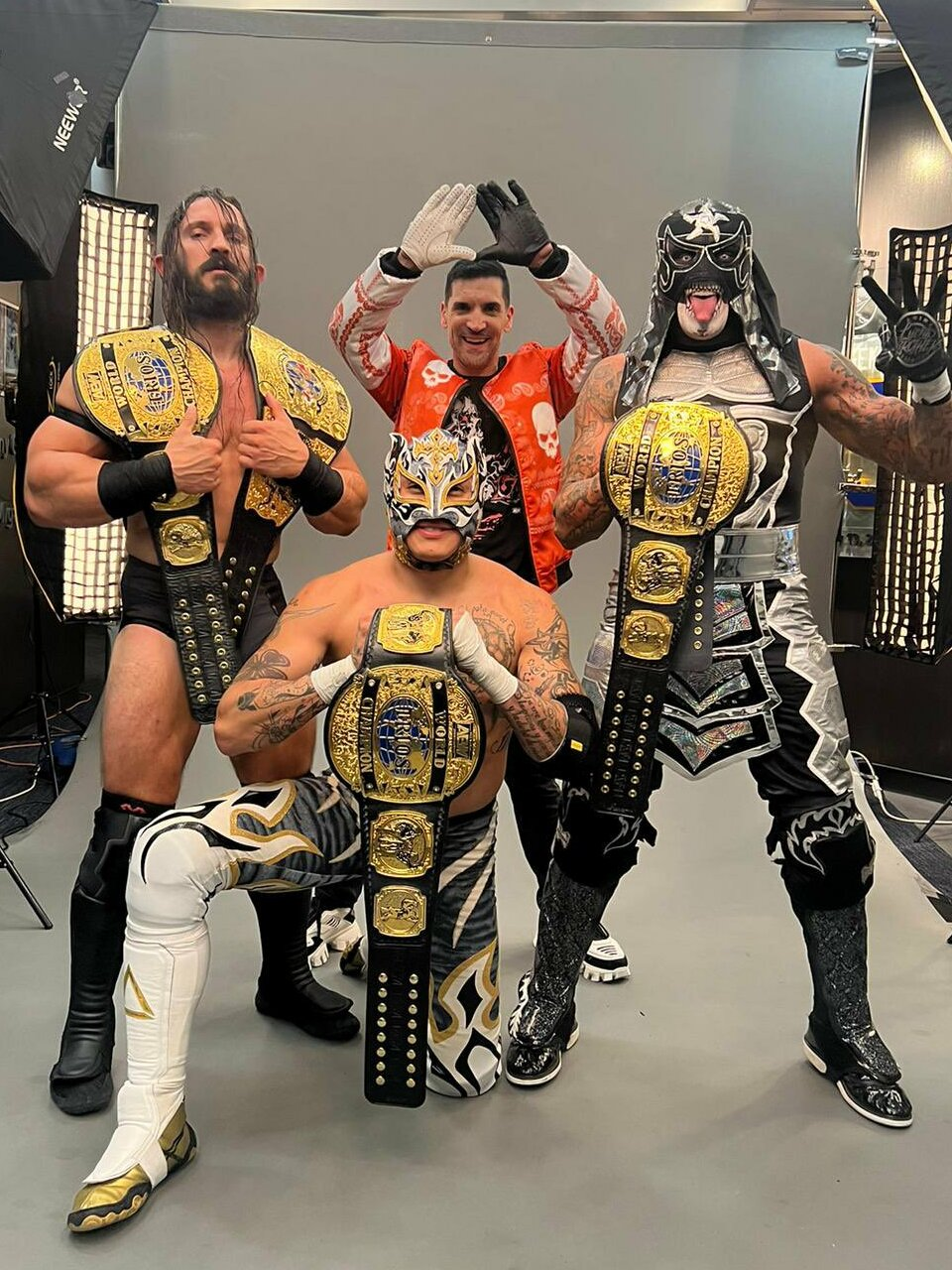
Death Triangle (Pac, Penta El Zero M, Rey Fénix) mit den Titeln

| Platz | Name               | Anzahl | Verteidigungen | Tage insgesamt |
| ----- | ------------------ | ------ | -------------- | -------------- |
| 01    | PAC                | 2      | 12             | 360            |
| 02    | Billy Gunn         | 1      | 11             | 238            |
| 02    | Anthony Bowens     | 1      | 11             | 238            |
| 02    | Max Caster         | 1      | 11             | 238            |
| 05    | Claudio Castagnoli | 1      | 8              | 234            |
| 05    | Wheeler Yuta       | 1      | 8              | 234            |
| 07    | Malakai Black      | 1      | 8              | 175            |
| 07    | Buddy Matthews     | 1      | 8              | 175            |
| 07    | Brody King         | 1      | 8              | 175            |
| 010   | Penta El Zero M    | 1      | 4              | 126            |
| 010   | Rey Fenix          | 1      | 4              | 126            |
| 012   | Samoa Joe          | 1      | 1              | 88+            |
| 012   | Katsuyori Shibata  | 1      | 1              | 88+            |
| 012   | Powerhouse Hobbs   | 1      | 1              | 88+            |
| 015   | Jay White          | 1      | 2              | 83             |
| 015   | Austin Gunn        | 1      | 2              | 83             |
| 015   | Colten Gunn        | 1      | 2              | 83             |
| 018   | Kenny Omega        | 2      | 3              | 56             |
| 018   | Matt Jackson       | 2      | 3              | 56             |
| 018   | Nick Jackson       | 2      | 3              | 56             |
| 021   | Christian Cage     | 1      | 0              | 36             |
| 021   | Killswitch         | 1      | 0              | 36             |
| 021   | Nick Wayne         | 1      | 0              | 36             |